# Wilfried Gnonto
Degnand Wilfried Gnonto (Verbania, 2003. november 5. –) olasz válogatott labdarúgó, az angol Leeds United csatárja.

## Pályafutása

### Klubcsapatokban
Gnonto az olaszországi Verbania városában született. Az ifjúsági pályafutását a Bavenonál kezdte, majd a Sunonál folytatta. 2012-ben igazolt az Internazionale utánpótlás-nevelő akadémiájához, ahol egészen 2020-ig játszott. 
2020. július 1-jén hároméves szerződést írt alá a svájci Zürich felnőtt csapatával. Először a 2020. október 24-ei, Vaduz elleni mérkőzésen lépett pályára, ahol egy gólpasszt is kiosztott. Első gólját a 2021. május 21-ei, szintén Vaduz ellen 4–1-re megnyert találkozón szerezte. Gnonto a 2021. december 11-ei, Lausanne ellen 3–1-es győzelemmel zárult mérkőzésen két gólt szerzett a klubjának.
2022. szeptember 1-jén az angol első osztályban érdekelt Leeds United csapatához igazolt. Október 29-én debütált a Liverpool otthonában, a 2–1-re megnyert mérkőzés 72. percében lépett pályára Jack Harrisont váltva. A következő fordulóban, gólpasszt jegyzett a Bournemouth elleni 4–3-s bajnokin, a győztes találatnál a 84. percben. November 9-én mutatkozott be az angol ligakupában, csereként az utolsó 19 percben a Wolverhampton Wanderers elleni elvesztett találkozón. 2023. január 4-én megszerezte első gólját a West Ham United ellen a 2–2-es döntetlennel zárult bajnokin. Január 8-án mutatkozott be az angol kupában a Cardiff City ellen, tíz nappal később két gólt szerzett a visszavágón.

### A válogatottban
Gnonto részt vett az olasz U17-es válogatottal a 2019-es U17-es labdarúgó-világbajnokságon, ahol 3 gólt szerzett. 2022 május végén Roberto Mancini szövetségi kapitány hívta be először a felnőtt válogatottba, amely a Finalissimára készült. Június 4-én gólpasszal mutatkozott be Németország elleni UEFA Nemzetek Ligája-mérkőzésen. Első válogatott gólját 2022. június 14-én, szintén Németország ellen 5–2-es vereséggel zárult mérkőzésen szerezte meg.

## Statisztika
2023. március 18. szerint.
| Klub         | Szezon   | Bajnokság          | Bajnokság | Bajnokság | Kupa  | Kupa  | Nemzetközi | Nemzetközi | Összesen | Összesen |
| Klub         | Szezon   | Bajnokság          | Mérk.     | Gólok     | Mérk. | Gólok | Mérk.      | Gólok      | Mérk.    | Gólok    |
| ------------ | -------- | ------------------ | --------- | --------- | ----- | ----- | ---------- | ---------- | -------- | -------- |
| Zürich       | 2020–21  | Swiss Super League | 26        | 1         | 0     | 0     | 0          | 0          | 26       | 1        |
| Zürich       | 2021–22  | Swiss Super League | 33        | 8         | 3     | 2     | 0          | 0          | 36       | 10       |
| Zürich       | 2022–23  | Swiss Super League | 6         | 0         | 0     | 0     | 5          | 1          | 11       | 1        |
| Zürich       | Összesen | Összesen           | 65        | 9         | 3     | 2     | 5          | 1          | 73       | 12       |
| Leeds United | 2022–23  | Premier League     | 16        | 2         | 4     | 2     | —          | —          | 20       | 4        |
| Összesen     | Összesen | Összesen           | 81        | 11        | 7     | 3     | 5          | 1          | 93       | 16       |

### A válogatottban
| Válogatott  | Év       | Pályára lépés | Gól |
| ----------- | -------- | ------------- | --- |
| Olaszország | 2022     | 8             | 1   |
| Olaszország | 2023     | 1             | 0   |
| Összesen    | Összesen | 9             | 1   |

#### Góljai a válogatottban
| # | Időpont          | Helyszín                                            | Ellenfél    | Gólok | Eredmény | Kiírás                                     |
| - | ---------------- | --------------------------------------------------- | ----------- | ----- | -------- | ------------------------------------------ |
| 1 | 2022. június 14. | Borussia-Park Stadion, Mönchengladbach, Németország | Németország | 1–5   | 2–5      | 2022–2023-as UEFA Nemzetek Ligája (A liga) |

## Sikerei, díjai
Zürich
- Swiss Super League
  - Bajnok (1): 2021–22